# Nådens kapell
Nådens kapell är en kyrkobyggnad i Färjestaden tillhörande Torslunda församling.

## Kyrkobyggnaden
Beslut att uppföra ett kapell i anslutning till det gamla församlingshemmet i Färjestaden togs av Torslunda kyrkofullmäktige i mars 1975. Kapellet invigdes påskdagen 1976 av biskop Sven Lindegård och byggdes efter ritningar av Rolf Bergh, Stockholm. För interiören svarade kyrkokonstnär Sven-Bertil Svensson. Kyrkorummet består av en liten fyrkantig kyrksal.
1986 togs beslut att riva det gamla församlingshemmet för att ge plats åt en större byggnad. Arkitekt Ivar Petersson, Kalmar, ritade det nuvarande församlingshemmet som invigdes 1989.
Klockstapeln uppfördes redan år 1960 som en gåva från framlidne regementspastorn Per Valerius Olsson.
Kapellet och det tillhörande församlingshemmet används nu som distriktskyrka med verksamhet för både barn och äldre.

## Orgel
- Kapellets första orgel tillverkades av J. Künkels orgelverkstad, Lund, och invigdes första advent 1978. Den var helmekanisk med sex stämmor fördelade på en manual och pedal.[1] 2023 flyttades orgeln till Karlslunds kapell, Nora.[2]

Disposition:
| Manual C-g3               | Pedal C-f1 | Koppel      |
| Gedackt 8′ Bas/Diskant    | Subbas 16′ | Pedalkoppel |
| Principal 4′ Bas/Diskant  |            |             |
| Rörflöjt 4′ Bas/Diskant   |            |             |
| Waldflöjt 2′ Bas/Diskant  |            |             |
| Mixtur 3 chor Bas/Diskant |            |             |

- 2023 anskaffades en digital orgel av märke Allen med tre manualer och pedal.

## Bildgalleri

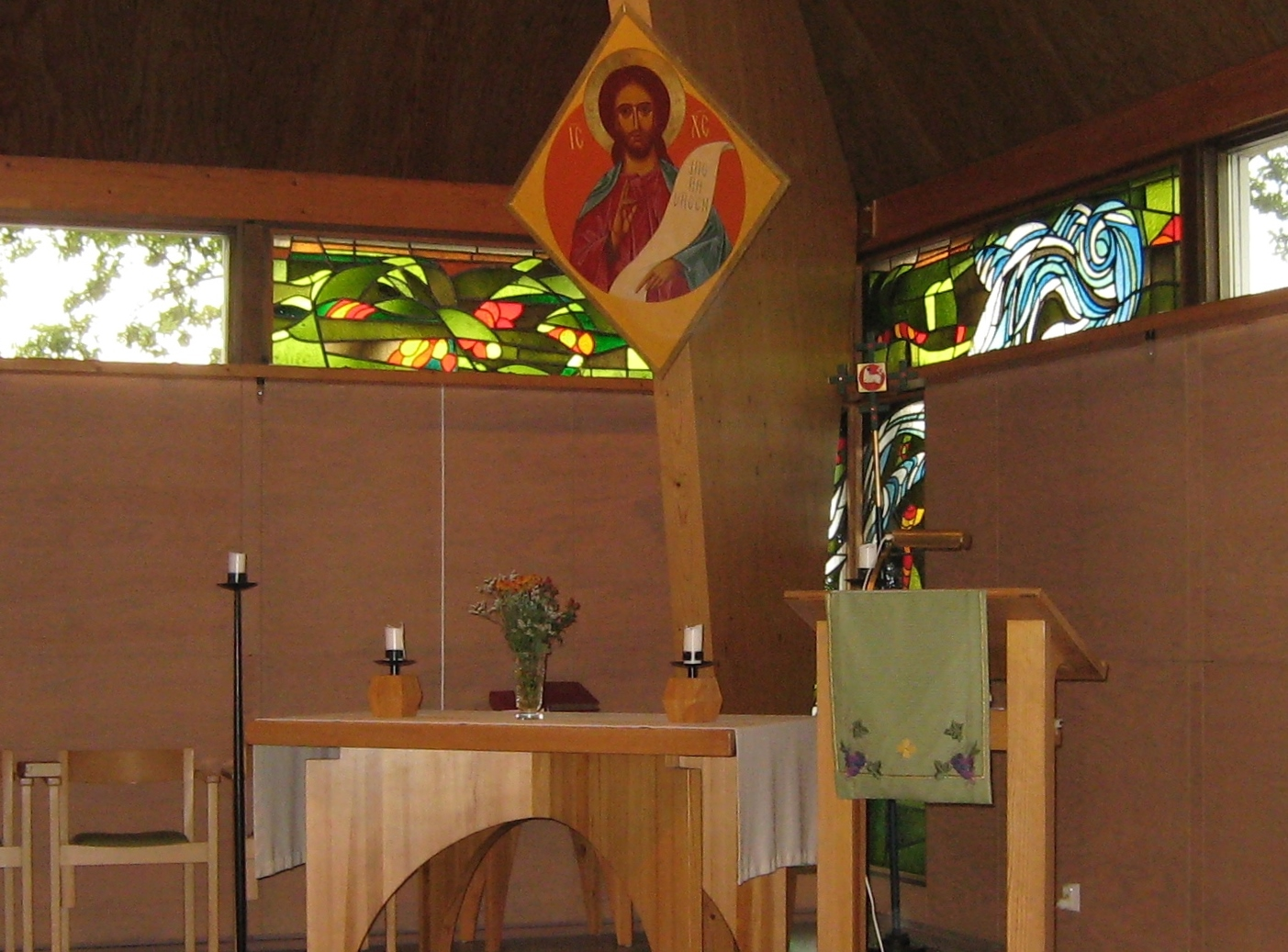
Koret med altare, ikontavla och ambo. I bakgrunden syns de utsmyckade korfönstren.
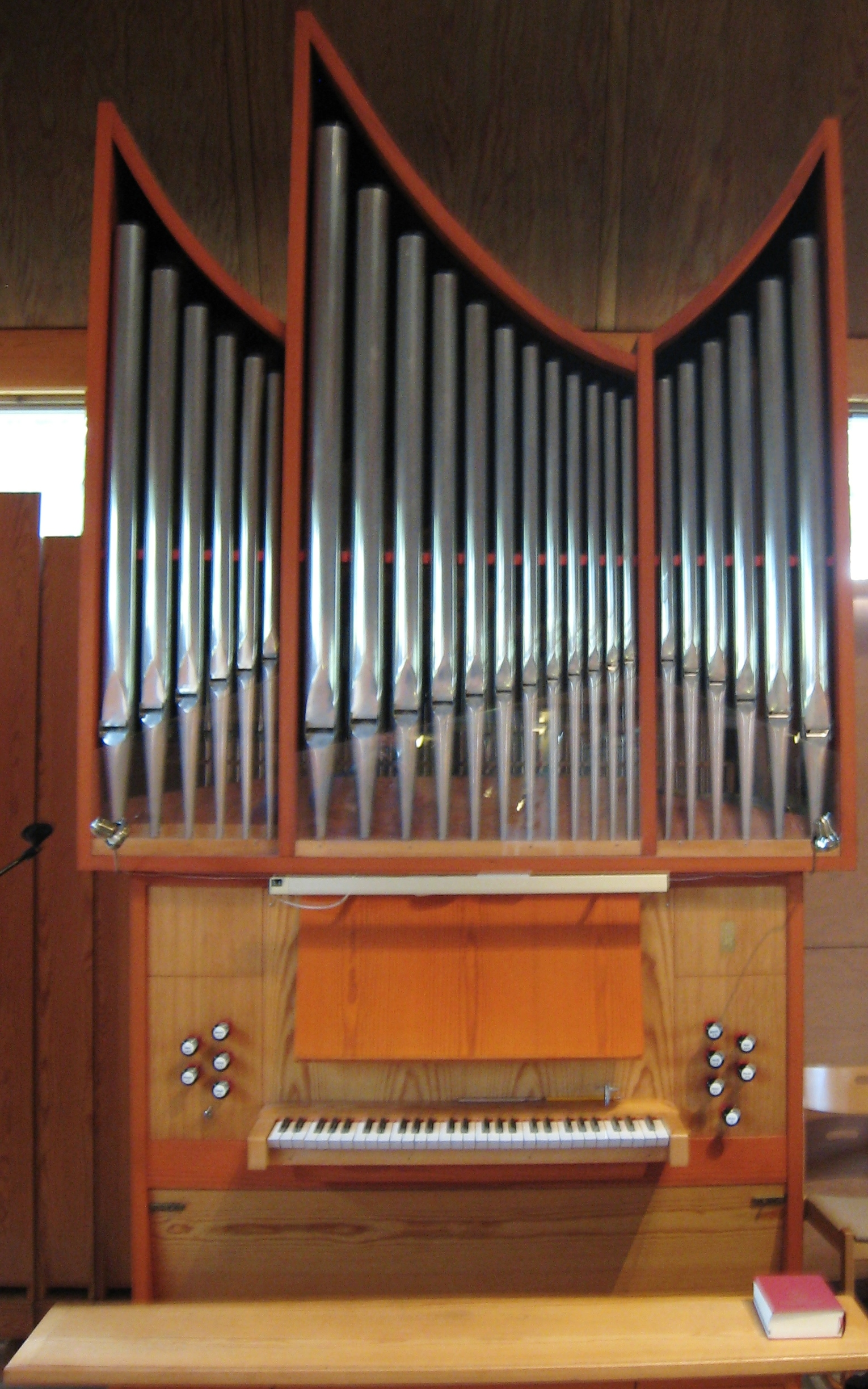
Kapellets första orgel från 1978, byggd av Johannes Künkel, Lund.